# Project Rembrandt
Project Rembrandt is een Nederlands televisieprogramma van de NTR dat in acht afleveringen vanaf 27 januari 2019 werd uitgezonden op NPO 1. Het programma wordt gepresenteerd door Annechien Steenhuizen. Het wordt sinds 2020 uitgezonden in de even jaren.

## Opzet
Het programma, vernoemd naar Rembrandt van Rijn, is een kunstenaarswedstrijd waarin op zoek wordt gegaan naar aanstormend talent in de schilderkunst. In de eerste aflevering van ieder seizoen worden uit vijftig kandidaten tien talenten gekozen die zich onder leiding van kunstenaars Iris Frederix of Tyas Leeuwerink (in seizoen 1 ontwerper Jaap Godrie) mogen ontwikkelen in de stijl van Rembrandt. Iedere aflevering vallen er kandidaten af. De jury bestaat uit Pieter Roelofs, hoofd Schilder- en Beeldhouwkunst van het Rijksmuseum, en kunstenares Raquel van Haver (de eerste twee seizoenen Lita Cabellut) en deze wordt iedere aflevering aangevuld met gastjuryleden als André van Duin, Heleen van Royen, Robert Kranenborg en Louis van Gaal. 
De kandidaten krijgen in elke aflevering een technische opdracht en een creatieve opdracht. In de finale dienen de vier overgebleven kandidaten een meesterwerk van een beroemde schilder te kopiëren, waarvoor zij 24 uur de tijd krijgen en ze krijgen vanaf de halve finale twee maanden de tijd om thuis een eigen meesterwerk te schilderen waarin ze moeten laten zien wat ze allemaal hebben geleerd tijdens het programma. Dit meesterwerk dient in de Eregalerij van het Rijksmuseum te worden gepresenteerd aan de vakjury en de publieksjury. Het meesterwerk van de winnaar wordt tentoongesteld in het Rijksmuseum.

## Seizoenen

### Seizoen 1
De eerste aflevering van het programma werd overwegend goed ontvangen en trok 1,45 miljoen kijkers. Voor Project Rembrandt werd een soundtrack geschreven door Karl Heortweard die werd ingespeeld door het Intercontinental Ensemble. Het eerste seizoen werd gewonnen door Sebas Groot.

### Seizoen 2
Van eind oktober tot medio december 2020 liep het tweede seizoen van Project Rembrandt. Pieter Roelofs en kunstenares Lita Cabellut vormden wederom de jury. Kunstenaars Iris Frederix en Tyas Leeuwerink traden op als coaches van de deelnemers en Annechien Steenhuizen deed wederom de presentatie. Het tweede seizoen werd gewonnen door Wolf Hekkema.

### Seizoen 3
Het derde seizoen startte op 23 januari 2022. Jurylid Cabellut werd vervangen door de Amsterdamse kunstenares Raquel van Haver. De coaching door Frederix en Leeuwerink en de presentatie door Steenhuizen bleven ongewijzigd. Tijdens de aflevering van 27 februari 2022 was coach Iris Frederix afwezig, omdat zij positief werd getest op het coronavirus. Zij bekeek de schilderijen via een videoverbinding. Dit seizoen werd de technische opdracht in de finale bovendien op een andere locatie gehouden dan de voorgaande twee seizoenen. In seizoen 1 en 2 moesten meesterwerken uit de eregalerij van het Rijksmuseum worden gekopieerd, waarvoor de finalisten 24 uur in de kelder van dit museum werden opgesloten. In seizoen 3 vond deze opdracht echter plaats in het gloednieuwe CollectieCentrum in Amersfoort. Hier kregen de finalisten 24 uur de tijd om De ingang tot het bos van de Nederlandse schilder Philips Koninck te kopiëren. Hiervoor werden zij hier ook de nodige 24 uur opgesloten. Het derde seizoen werd gewonnen door Egon de Regt.

### Seizoen 4
Het vierde seizoen zal starten op 24 maart 2024. In dit seizoen wordt jurylid Pieter Roelofs vervangen door Marc de Beyer, directeur van het Teylers Museum in Haarlem.

## Online-competitie
Voor de kijkers thuis is er elk seizoen een online-competitie. In de periode dat het programma loopt, kunnen zij thuis ook de technische opdrachten van de kandidaten verrichten. Aan de hand van deze technische opdrachten moeten ook zij een kunstwerk maken en hiervan een foto insturen via de website van het programma. Elke week wordt het mooiste werk beloond met een indrukwekkende prijs. De werken van de online-competitie worden tevens gepubliceerd op de website. Ook de werken van de kandidaten worden hier gepresenteerd.

## Trivia
- In 2012 zond de AVRO een soortgelijk programma uit onder de naam De nieuwe Rembrandt. In tegenstelling tot Project Rembrandt werden hier allerlei soorten kunstenaars toegelaten.
- Viola Holt was een van de vijftig kandidaten in het eerste seizoen en viel in de eerste aflevering af.